# Sundtjärnen, Västmanland
Sundtjärnen är en sjö i Hällefors kommun i Västmanland och ingår i Göta älvs huvudavrinningsområde. Sjöns area är 0,032 kvadratkilometer och den befinner sig 280 meter över havet.